# Helena Kamecka-Urban
Helena Kamecka-Urban (ur. 1912, zm. 20 czerwca 1988 w Sanoku) – polska nauczycielka.

## Życiorys

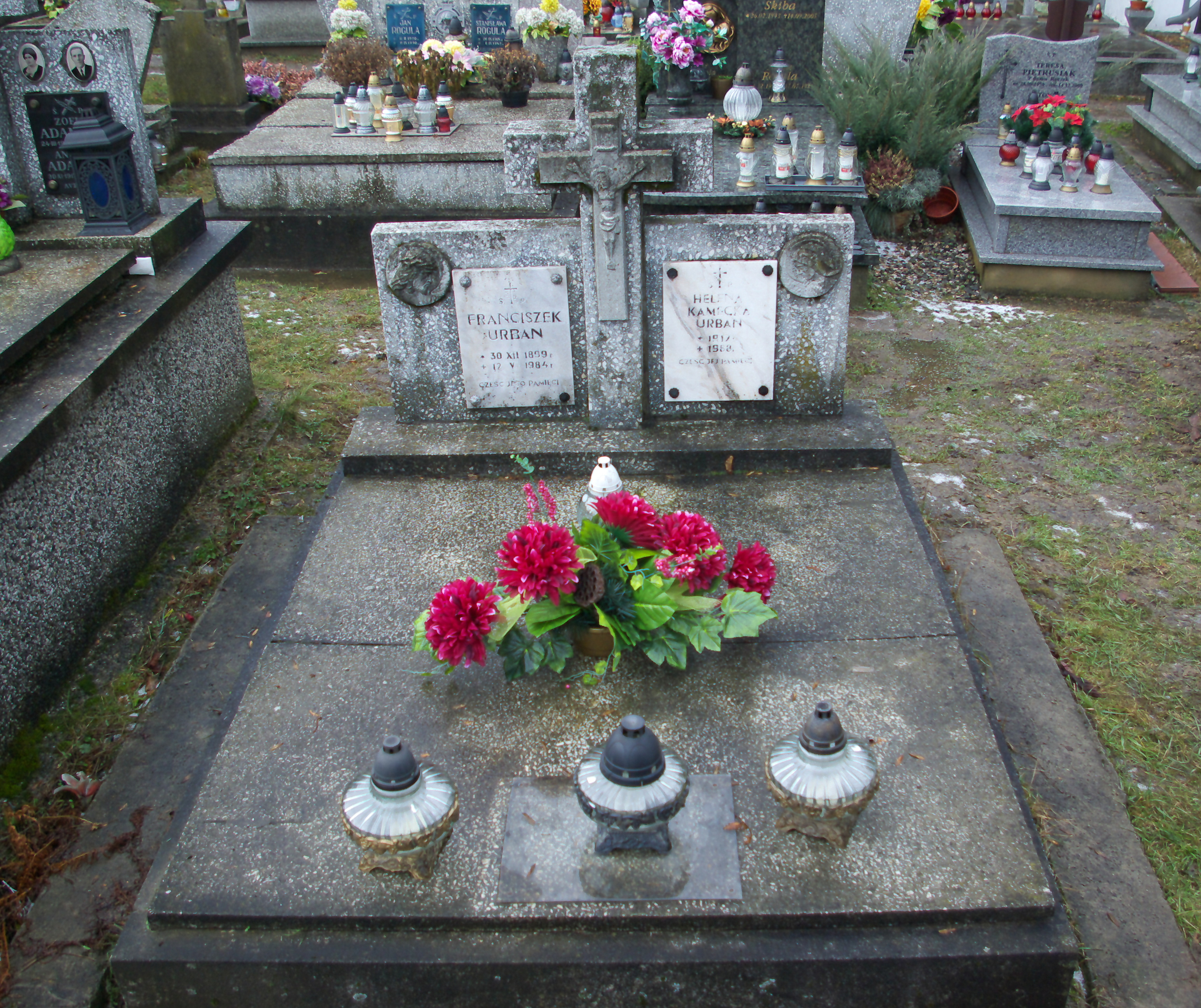
Nagrobek Heleny Kameckiej-Urban

Helena Kamecka-Urban została nauczycielką. Pełniła funkcję dyrektora Szkoły Podstawowej dla Pracujących w Sanoku.
Jej mężem był Franciszek (1899-1984). Oboje zostali pochowani w grobowcu rodzinnym na Cmentarzu Centralnym w Sanoku.

## Odznaczenie
- Krzyż Kawalerski Orderu Odrodzenia Polski (1983)[2].